# Violetthalsad lori
Violetthalsad lori (Trichoglossus squamatus) är en fågel i familjen östpapegojor inom ordningen papegojfåglar.

## Utseende och läte
Violetthalsad lori är en spektakulärt röd papegoja med djupt purpurblå buk. Fåglar i norra delen av utbredningsområdet har ett karakteristiskt violett halsband som gett arten dess namn, men detta saknas hos sydliga fåglar. Ungfågeln är röd under med lila fjäderkanter. Nordliga fåglar skiljs från tjatterlori genom blå buk, rött och blått på vingarna och det violetta halsbandet. Bland lätena hörs olika ljudliga skrin som återges som "wit!", "kit!", "er!" och "eek!".

## Utbredning och systematik
Violetthalsad lori delas in i tre underarter med följande utbredning:
- Trichoglossus squamatus riciniatus – norra Moluckerna och Widi
- Trichoglossus squamatus obiensis – norra Moluckerna (Obi och näraliggande Bisa)
- Trichoglossus squamatus squamatus – Västpapua och på Schildpad Island

### Släktestillhörighet
Violetthalsad lori med släktingar placeras traditionellt i släktet Eos. Genetiska studier visar dock att de är relativt närbesläktade med arterna i Trichoglossus och inkluderas därför däri.

## Levnadssätt
Violetthalsad lori hittas i skogar, skogsbryn och plantage i låglänta områden och förberg. Den är flocklevande och ses i par eller grupper i trädtaket.

## Status och hot
Arten har ett stort utbredningsområde, men tros minska i antal, dock inte tillräckligt kraftigt för att den ska betraktas som hotad. Internationella naturvårdsunionen IUCN listar arten som livskraftig (LC).

## Bilder

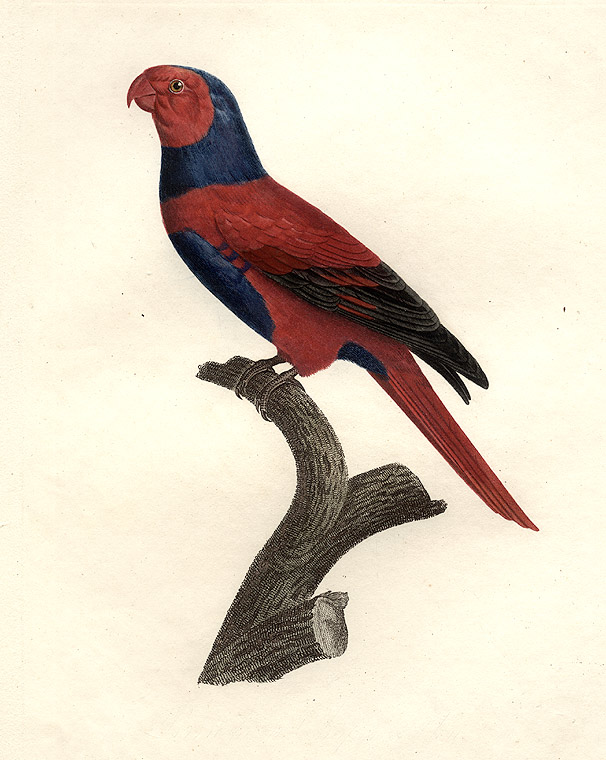
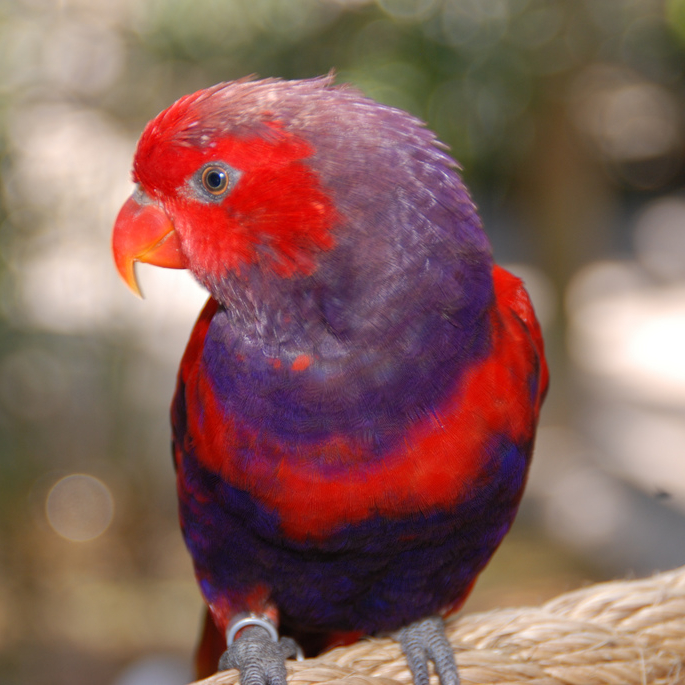
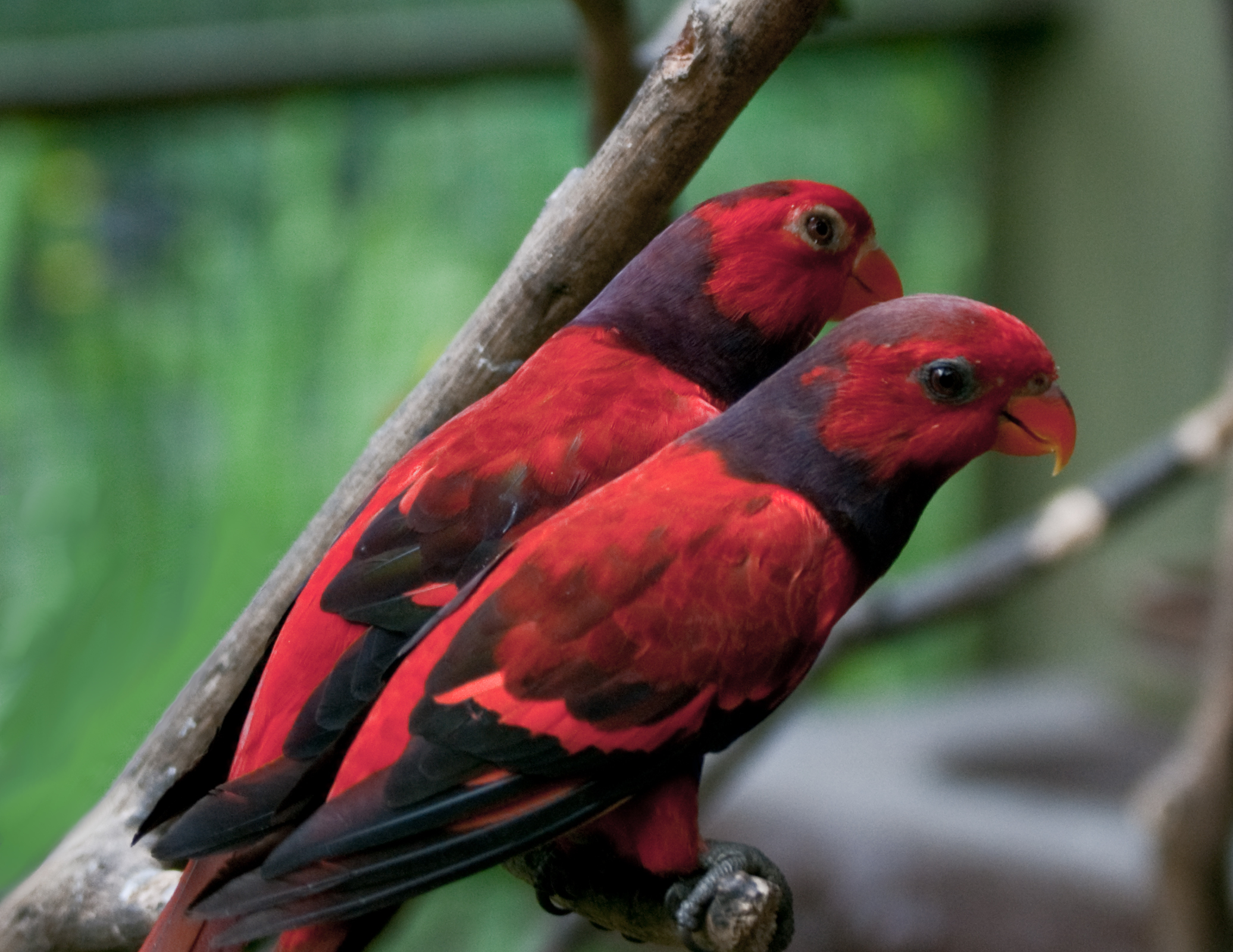
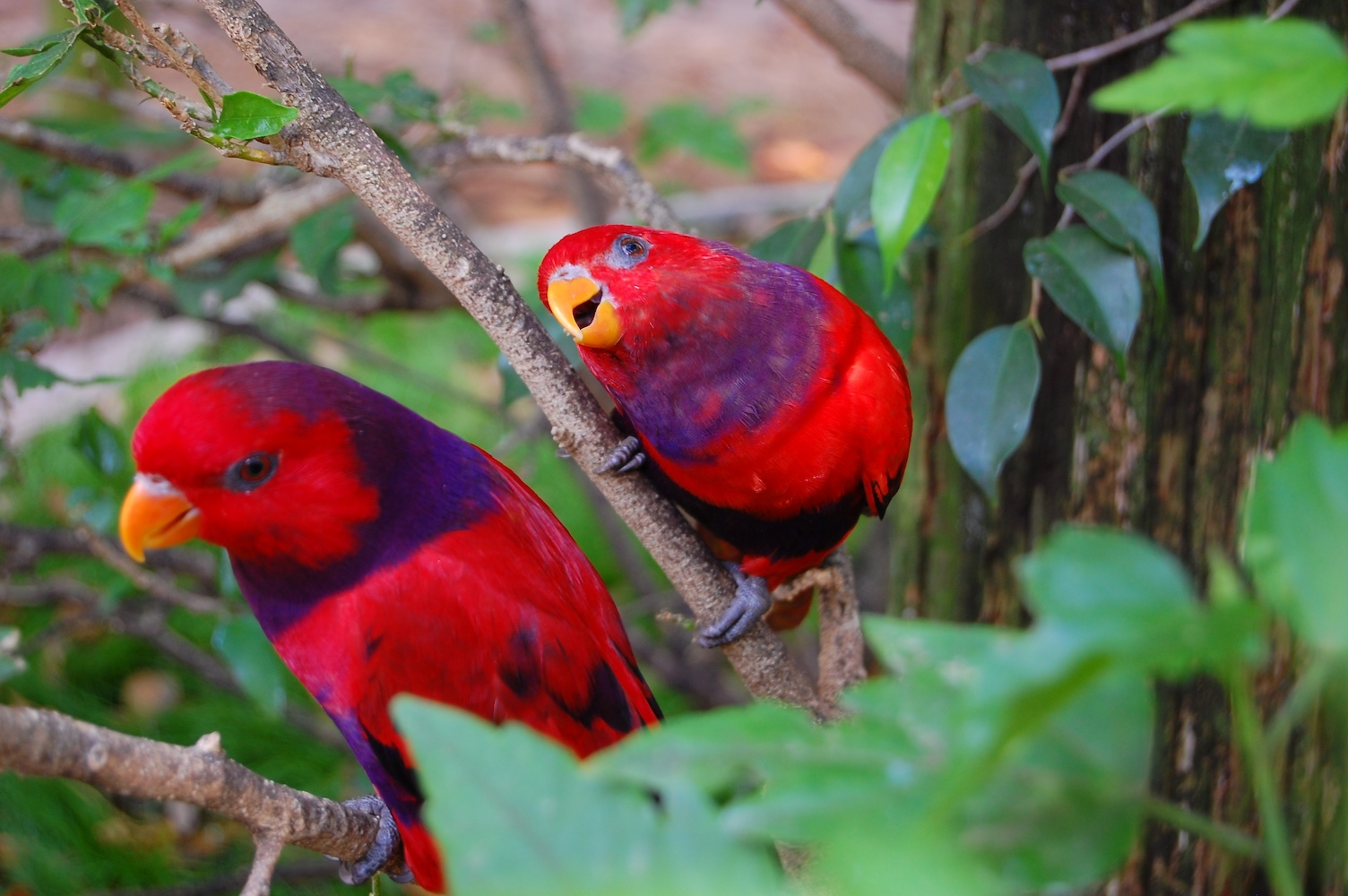